# Ernstpeter Ruhe
Ernstpeter Ruhe (* 31. Dezember 1939 in Magdeburg) ist ein deutscher Romanist und Literaturwissenschaftler.

## Leben
Nach dem Studium der Romanistik, Latinistik und Philosophie an den Universitäten Münster, Caen und Gießen, dem 1. Staatsexamen 1963 in Münster, der Promotion 1966 in Gießen und der Habilitation 1971 in Aachen hatte er den Lehrstuhl II für Romanische Philologie an der Universität Würzburg ab März 1972 inne. Er ist emeritiert seit April 2005.
Seine Forschungsschwerpunkte sind Mediävistik, französische Literatur des 20. Jahrhunderts und frankophone Literatur Afrikas und der Antillen.
1991 gab er die Schrift Lucidaire en vers (ein Elucidarium in Versen) von  Gillebert de Cambres heraus.

## Schriften (Auswahl)
- Untersuchungen zu den altfranzösischen Übersetzungen der Disticha Catonis. München 1968.
- Les proverbes Seneke le philosophe. Zur Wirkungsgeschichte des Speculum historiale von Vinzenz von Beauvais und der Chronique dite de Baudouin d’Avesnes. München 1969.
- De amasio ad amasiam. Zur Gattungsgeschichte des mittelalterlichen Liebesbriefes. München 1975.
- als Hrsg.: Himmel und Hölle. Heilswissen für Zisterzienser. Der ‚Lucidaire en vers‘ des Gillebert de Cambres. Untersuchung und kritische Erstedition (= Wissensliteratur im Mittelalter. Band 6). Wiesbaden 1991, ISBN 3-88226-526-4. Vgl. auch Doris Ruhe (Hrsg.): Gelehrtes Wissen, „Aberglaube“ und pastorale Praxis im französischen Spätmittelalter: der “Second Lucidaire” und seine Rezeption (14. bis 17. Jahrhundert). Untersuchung und Edition. (= Wissensliteratur im Mittelalter. Band 8). Wiesbaden 1993, ISBN 978-3-8822-6541-5.